# Лапчинский, Анастасий Георгиевич
Лапчинский Анастасий Георгиевич (1908—1982) — советский учёный и врач, кандидат медицинских наук, капитан медицинской службы.

## Биография
Родился 13 декабря 1908 года в Петербурге в семье врачей.
С 1926 по 1930 год обучался в Первом Московском медицинском институте (1-й ММИ, ныне Первый Московский государственный медицинский университет имени И. М. Сеченова). После окончания вуза по распределению работал врачом-хирургом во Всеукраинском институте усовершенствования врачей. Вернувшись в Москву, с 1933 по 1936 год был аспирантом Института экспериментального морфогенеза Московского государственного университета. Защитив в 1937 году кандидатскую диссертацию на тему «Влияние процесса регенерации на скорость течения метаморфоза амфибий», Лапчинский остался работать в Института экспериментального морфогенеза в должности старший научный сотрудник. Одновременно с 1937 года Анастасий Георгиевич являлся заведующим Кропотовской биологической станцией Кольцовского института в Каширском районе Московской области. Затем по 1941 год работал в Институте экспериментальной биологии (с 1939 года — Институт цитологии, гистологии и эмбриологии Академии наук СССР).
Принимал участие в Великой Отечественной войне: с февраля 1942 по март 1946 года был главным хирург Ижевского эвакогоспиталя № 1352, а также являлся консультантом восстановительного и ряда общехирургических госпиталей, базирующихся в городе Ижевске. За самоотверженный труд в годы войны госпиталях Ижевска Лапчинскому было присвоено звание «Заслуженного врача Удмуртской АССР».
Вернувшись в 1946 году в Москву, А. Г. Оапчинский работал научным сотрудником в Центральном институте травматологии и ортопедии (ЦИТО) Министерства здравоохранения СССР, где с 1960 года являлся заведующим лабораторией пересадки органов. Совместно с Г. П. Тарасовым на базе аппарата искусственного кровообращения С. С. Брюхоненко сконструировал холодильную установку с искусственным кровообращением, которую впервые использовали для консервации органов, что стало большим прорывом в отечественной в хирургии. За эту работу Анастасий Георгиевич в 1960 году был приглашен на Международный конгресс хирургов в США, где представил свои результаты по пересадке органов и их консервации.
Умер в 1982 году в Москве.